# Artūrs Mihelsons
Artūrs Mihelsons (ur. 1898 w Rydze, zm. 1939) – łotewski komunista, funkcjonariusz radzieckich służb specjalnych, major bezpieczeństwa państwowego.

## Życiorys
W latach 1910–1912 uczył się w szkole miejskiej w Moskwie, w latach 1916-1917 na wieczorowych kursach elektrotechnicznych w Moskwie, w czerwcu 1917 wstąpił do SDPRR(b). Od grudnia 1917 do sierpnia 1918 pomocnik komisarza milicji w Moskwie, od sierpnia 1918 do lipca 1921 żołnierz Armii Czerwonej, od lipca 1921 w Czece obwodu górskiego, od października 1922 do listopada 1923 szef Sekcji Tajno-Operacyjnej Groznieńsko-Czeczeńskiego Obwodowego Oddziału GPU, od 30 listopada 1923 p.o. szefa, a od 6 grudnia 1923 do 26 czerwca 1928 szef Obwodowego Oddziału GPU Kabardo-Bałkarskiego Obwodu Autonomicznego. Od 6 września 1928 do 23 marca 1929 szef okręgowego oddziału GPU w Taganrogu, od 23 marca 1929 do 1 października 1930 szef okręgowego oddziału GPU w Salsku, od 1 października 1930 do lutego 1931 szef Miejskiego Oddziału GPU w Armawirze i szef Wydziału Specjalnego 10 Dywizji Kawalerii, od lutego do 17 sierpnia 1931 szef Zarządu Milicji Robotniczo-Chłopskiej (URKM) Pełnomocnego Przedstawicielstwa OGPU Kraju Północnokaukaskiego, od 17 sierpnia 1931 do 10 lipca 1934 pomocnik pełnomocnego przedstawiciela OGPU Kraju Północnokaukaskiego ds. milicji i szef URKM. Od 13 lipca 1934 do 11 czerwca 1937 szef URKM Zarządu NKWD Kraju Północnokaukaskiego/Kraju Ordżonikidzewskiego i równocześnie od 1 stycznia 1935 do 11 czerwca 1937 pomocnik szefa Zarządu NKWD Kraju Północnokaukaskiego/Ordżonikidzewskiego, od 11 lipca 1936 starszy major milicji, od 14 czerwca do 20 października 1937 zastępca szefa Zarządu NKWD obwodu gorkowskiego (obecnie obwód niżnonowogrodzki), 24 czerwca 1937 mianowany majorem bezpieczeństwa państwowego. Od 20 października 1937 do 4 sierpnia 1938 ludowy komisarz spraw wewnętrznych Krymskiej ASRR i szef Wydziału Specjalnego Głównego Zarządu Bezpieczeństwa Państwowego Floty Czarnomorskiej. Deputowany do Rady Najwyższej RFSRR 1 kadencji.
W grudniu 1938 aresztowany, 20 lutego 1939 skazany na śmierć przez Kolegium Wojskowe Sądu Najwyższego ZSRR, następnie rozstrzelany.

## Odznaczenia
- Order Czerwonego Sztandaru (28 grudnia 1927)
- Order Czerwonej Gwiazdy (19 grudnia 1937)
- Medal jubileuszowy „XX lat Robotniczo-Chłopskiej Armii Czerwonej” (22 lutego 1938)
- Odznaka "Honorowy Funkcjonariusz Czeki/GPU (V)" (1931)
- Odznaka "Honorowy Funkcjonariusz Milicji Robotniczo-Chłopskiej" (1933)
- Odznaka "Honorowy Funkcjonariusz Czeki/GPU (XV)" (1934)